# Wikipédia en banyumasan
Wikipédia en banyumasan (en banyumasan : Wikipédia basa Banyumasan) est l’édition de Wikipédia en banyumasan, langue malayo-polynésienne occidental parlée dans l'île de Java en Indonésie. L'édition est lancée officiellement le 23 décembre 2006,, mais son activité a commencé un peu avant en mars 2006,. Son code est : map-bms.
Au 20 mars 2025, l'édition en banyumasan contient 13 930 articles et compte 18 408 contributeurs, dont 23 contributeurs actifs et 1 administrateur.

## Présentation

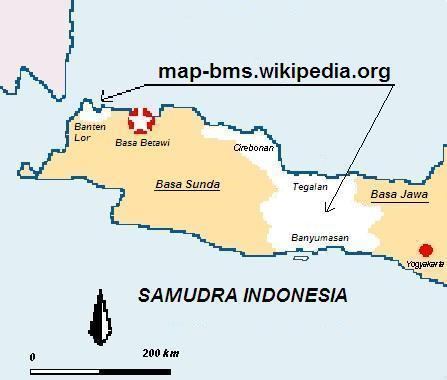
Répartition géographique du banyumasan.

## Statistiques
- Le 5 mars 2015, l'édition en banyumasan compte 13 051 articles et 7 354 utilisateurs enregistrés[5], ce qui en fait la 118e[6] édition linguistique de Wikipédia par le nombre d'articles et la 182e[7] par le nombre d'utilisateurs enregistrés, parmi les 287 éditions linguistiques actives.
- Le 22 septembre 2022, elle contient 13 752 articles et compte 15 018 contributeurs, dont 18 contributeurs actifs et 1 administrateur.
- Le 1er septembre 2024, elle contient 13 935 articles et compte 17 611 contributeurs, dont 20 contributeurs actifs et 1 administrateur.